# Chiropetalum puntaloberense
Chiropetalum puntaloberense är en törelväxtart som beskrevs av Alonso Paz och Bassagoda. Chiropetalum puntaloberense ingår i släktet Chiropetalum och familjen törelväxter.
Artens utbredningsområde är Uruguay. Inga underarter finns listade i Catalogue of Life.